# Bargain
Bargain (koreanischer Originaltitel: 몸값) ist eine südkoreanische Serie, basierend auf dem gleichnamigen Kurzfilm aus dem Jahr 2015 von Lee Chung-hyun. Die Uraufführung der Serie fand im Rahmen des 27th Busan International Film Festival statt. In Südkorea erfolgte die reguläre Veröffentlichung der Serie am 28. Oktober 2022 auf dem Streamingdienst TVING. Im deutschsprachigen Raum fand die Erstveröffentlichung der Serie am 5. Oktober 2023 auf Paramount+ statt.

## Handlung
No Hyung-soo begibt sich zu einem Hotelzimmer, in der Hoffnung, die sexuellen Dienste einer jungen Dame namens Park Ju-young in Anspruch nehmen zu können. Doch der äußere Schein trügt, und die Situation nimmt für No Hyung-soo eine unerwartete Wendung: Denn wie sich herausstellt, gehört das Mädchen einem Menschenhändlerring an, der Männer unter dem Vorwand von sexuellen Abenteuern in ein abgelegenes Hotel lockt. Doch statt des versprochenen Sex erwartet die ahnungslosen Männer dort eine Betäubung und anschließende Gefangennahme, nach welcher sie sich als unfreiwillige Organspender auf einer makabren Auktion wiederfinden, bei der ihre Organe an den Meistbietenden verkauft werden. Zunächst scheint alles wie immer zu verlaufen, doch als No Hyung-soo an der Reihe ist und fleißig Gebote für seine Organe abgegeben werden, ereignet sich ein verheerendes Erdbeben. Als die Situation wieder klarer wird, zeigt sich, dass alle Menschen, die sich zum Zeitpunkt des Erdbebens in dem Gebäude befanden, welches ins Erdreich abgesackt ist, nun in den bröckelnden Gemäuern gefangen sind. Abgeschnitten von der Außenwelt und an einem Ort voller Gefahren findet sich jeder Einzelne, ob Opfer, Händler oder Käufer, in einem Kampf ums bloße Überleben wieder, wo jeder zu allem bereit ist und der Preis dafür keine Rolle spielt.

## Besetzung und Synchronisation
Die deutschsprachige Synchronisation entstand nach den Dialogbüchern von Martin May und Katharina Seemann sowie unter der Dialogregie von Martin May durch die Synchronfirma EuroSync in Berlin.
| Rolle         | Schauspieler    | Synchronsprecher   |
| ------------- | --------------- | ------------------ |
| No Hyung-soo  | Jin Sun-kyu     | Konrad Bösherz     |
| Park Ju-young | Jeon Jong-seo   | Betty Förster      |
| Go Geuk-ryul  | Chang Ryul      | Sebastian Kluckert |
| Kwak Hee-sook | Park Hyoung-soo | Thomas Arnold      |
| Lee Chun-nam  | Oh Min-ae       | Christin Marquitan |
| Bu-gwan       | Park Jin        | Tino Kießling      |
| Sang-nam      | Park Se-jun     | Christian Senger   |
| Mr. Min       | Kang Gil-woo    | Martin Kautz       |

## Episodenliste

### Staffel 1
| Nr. (ges.) | Nr. (St.) | Deutscher Titel            | Originaltitel  | Erstveröffentlichung (Südkorea) | Deutschsprachige Erstveröffentlichung (D/A/CH) |
| ---------- | --------- | -------------------------- | -------------- | ------------------------------- | ---------------------------------------------- |
| 1          | 1         | Pfand                      | 몸값           | 28. Okt. 2022                   | 5. Okt. 2023                                   |
| 2          | 2         | Der Polizist und die Niere | 형사의 콩팥    | 28. Okt. 2022                   | 5. Okt. 2023                                   |
| 3          | 3         | Milliarden                 | 70억           | 28. Okt. 2022                   | 5. Okt. 2023                                   |
| 4          | 4         | Panikraum                  | 패닉룸         | 4. Nov. 2022                    | 5. Okt. 2023                                   |
| 5          | 5         | Waffen, Geld und Lügen     | 총, 돈, 거짓말 | 4. Nov. 2022                    | 5. Okt. 2023                                   |
| 6          | 6         | Nullsumme                  | 제로섬         | 4. Nov. 2022                    | 5. Okt. 2023                                   |

## Auszeichnungen und Nominierungen
| Jahr | Auszeichnung            | Kategorie       | Für                                             | Resultat | Ref.  |
| ---- | ----------------------- | --------------- | ----------------------------------------------- | -------- | ----- |
| 2023 | Canneseries – Ausgabe 6 | Bestes Drehbuch | Jeon Woo-sung, Choi Byung-yoon und Kwak Jae-min | Gewonnen | [ 6 ] |